# Ardanuç
Ardanuç (Georgià: არტანუჯი Artanuji; Armenian: Արտանուջ, Ardanush, que vol dir "Granges dolces") és una població i districte a la província d'Artvin, regió de la mar Negra de Turquia, a 32 km a l'est d'Artvin.